# Thích quả đỏ
Thích quả đỏ hay còn gọi phong hoa đỏ, tích thụ hoa đỏ (danh pháp hai phần: Acer erythranthum) là một loài thực vật thuộc họ Bồ hòn (Sapindaceae). Đây là loài đặc hữu của Việt Nam, phân bố ở Quảng Trị, Thừa Thiên, Kon Tum, Gia Lai, Lâm Đồng.
Thích quả đỏ là cây thân gỗ, cao từ 10 m đến 20m, đường kính có thể đến 35 cm. Cây mọc rải rác trong rừng, ưa sáng và ẩm. Cây ra hoa tháng 1 - 2, có quả tháng 7 - 8. Gỗ có màu nâu nhạt, cứng, nặng và rất mịn, được dùng trong xây dựng và đóng đồ gia dụng.